# Béthemont-la-Forêt
Béthemont-la-Forêt – miejscowość i gmina we Francji, w regionie Île-de-France, w departamencie Dolina Oise.
Według danych na rok 1990 gminę zamieszkiwało 480 osób, a gęstość zaludnienia wynosiła 127 osób/km² (wśród 1287 gmin regionu Île-de-France Béthemont-la-Forêt plasuje się na 820. miejscu pod względem liczby ludności, natomiast pod względem powierzchni na miejscu 768.).